# Synanthedon ferox
Synanthedon ferox is een vlinder uit de familie wespvlinders (Sesiidae), onderfamilie Sesiinae.
Synanthedon ferox is voor het eerst wetenschappelijk beschreven door Meyrick in 1929. De soort komt voor in het Afrotropisch gebied.